# Атанас Харизанов (Сатовча)
 Тази статия е за дееца на ВМОРО от Сатовча.  За този от Смоларе вижте Атанас Харизанов (Смолари).  
Атанас Иванов Харизанов е български революционер, деец на Вътрешната македоно-одринска революционна организация.

## Биография
Харизанов е роден на 11 юни 1880 година в неврокопското село Сатовча, тогава в Османската империя, днес България. Получава основно образование и работи като кафеджия. Влиза във ВМОРО и става четник в неврокопската чета на Петър Милев. След Младотурската революция в 1908 година се легализира в Сатовча, но е преследван от властите и е принуден да бяга в Батак, който е в Свободна България.
По време на Балканската война в 1912 - 1913 година е начело на доброволческа чета, която подпомага българските войски при освобождението на Сатовча и Долен. След това е в четата на Стоян Мълчанков и във втора рота на Четиринадесета воденска дружина.
След войната около една година е кмет на Сатовча.
Умира в Сатовча на 24 януари 1920 година.